# Can Giol (Canet de Mar)
Can Giol és una obra de Canet de Mar (Maresme) protegida com a Bé Cultural d'Interès Local.

## Descripció
Del catàleg del Patrimoni Arquitectònic i Elements d'Interès Històric i Artístic.
Aquest mas forma part del grup de cases del nucli de població del sot de l'Aubó entre les quals destaca el castell de Santa Florentina que tenia la funció de casa fortificada comú. Si bé, l'origen del nucli anterior al mas (1737), cal vincular la seva construcció a l'existència d'edificacions a l'indret. Com a elements comuns existeixen l'ermita de Sant Pere de Romaguera (o de l'Aubó) i un forn de terra cuita a les proximitats del castell. Aquest mas té una orientació molt similar a ca l'Espanyol. Les característiques de la façana amb carreus de forma regular vistos, la disposició d'una torre al costat